# Élodie Gossuin

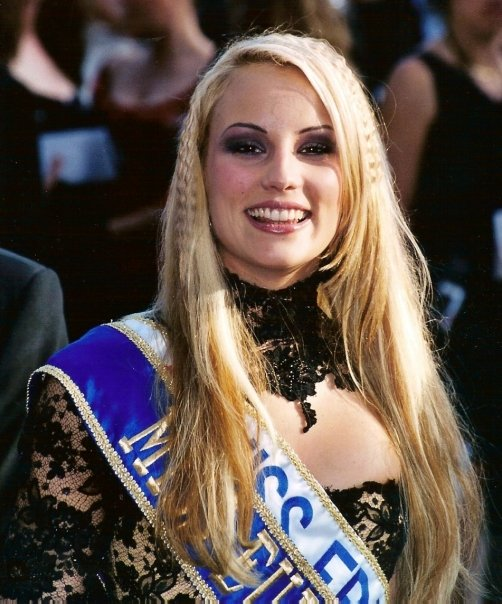
Élodie Gossuin, 2002

Élodie Gossuin (* 15. Dezember 1980 in Reims) ist ein französisches Model.

## Biografie
Gossuin besuchte die Krankenpflegeschule. In ihrer Jugend gewann sie mehrere Schönheitswettbewerbe. Im Jahr 2000 wurde sie für Miss Picardie ausgewählt, gefolgt von ihrer Teilnahme am Miss-France-Wettbewerb, bei dem sie den ersten Platz belegte.
In ihrem Jahr als Miss France tourte sie durch ganz Frankreich. Beim Miss-Universe-Wettbewerb im Jahr 2001 stieg sie in die Top 10. Bei der Miss Europe 2001 gewann sie ebenfalls den ersten Platz.
Dann begann sie als Model zu arbeiten. 2004 nahm sie an der französischen Version des Programms Die Farm teil. Auch in diesem Jahr erschien das Buch, das sie geschrieben hatte „Mes rêves, mes passions, mes espoirs“.
2005 war sie in der Fernsehsendung „Miss Swan“ auf Channel TF6. Sie nahm auch mehrmals an der französischen Fassung der TV-Show Fort Boyard teil.
2011 moderierte sie den Schönheitswettbewerb „Miss Nationale“.
2017 nahm sie an der achten Staffel der französischen Tanzshow Danse avec les stars teil.